# Fejes János (labdarúgó)
Fejes János (Jászberény, 1993. március 10. –) magyar labdarúgó,  a Cegléd hátvédjeként játszik.
Szülővárosában kezdte pályafutását, kölcsönben megfordult a Gyirmót FC-nél.

## Pályafutása

### Klubcsapatokban
Fejes 2011-ben került a Honvédhoz, ahol a tartalékcsapatban számított rá edzője. 2011. augusztus 21-én egy, a Balmazújvárosi FC elleni vereség alkalmával mutatkozott be az NB II-ben szereplő tartalékoknál. A szezonban további 10, míg a következő kiírásban 15 meccset tett ehhez hozzá, de gólt nem szerzett. A 2013–14-es szezonra a Gyirmót FC kölcsönjátékosa lett. Április 19-én a Vasas SC ellen lőtte első gólját, mint később kiderült, a szezonban az utolsót is (4–0). A lehetséges 30 meccsből 22-n pályára lépett, legtöbbször kezdőként. Nyáron visszatért a Honvédhoz.

## Külső hivatkozások
- HLSZ profil
- MLSZ profil